# تاريخ فكري
يشير التاريخ الفكري أو تاريخ الفكر إلى تاريخ الفكر البشري كتابةً. ولا يمكن تناول هذا التاريخ دون معرفة النساء والرجال الذين طرحوا الأفكار، وناقشوها، وكتبوا عنها، واهتموا بها بغير ذلك من السبل. وثمة صلة وثيقة بين التاريخ الفكري وتاريخ الفلسفة وتاريخ الأفكار، ويتمثل الأساس الذي يقوم عليه التاريخ الفكري في أن الأفكار لا تتطور بمعزل عن الأفراد الذين يطرحونها ويستخدمونها، وأنه يلزم على المرء دراسة الأفكار ليس كتصورات مجردة، ولكن من حيث الثقافة، والسياقات الحياتية والتاريخية التي أفرزتها.
يهدف التاريخ الفكري إلى فهم أفكار الماضي عن طريق استيعابها في سياقها، ومصطلح «سياق» في العبارة السابقة مبهم: فيمكن أن يكون سياقًا سياسيًا أو ثقافيًا أو فكريًا أو اجتماعيًا. فيمكن قراءة أي نص في إطار سياقه الزمني (على سبيل المثال، المساهمة في أحد التقاليد أو الفروع المعرفية أثناء امتداده على مدار الزمن)، أو في إطار اللحظة الفكرية المعاصرة (على سبيل المثال، المساهمة في جدل متعلق بمكان وزمان محددين). وهاتان العمليتان المتعلقتان بوضع سياق للنص مثال نموذجي لما يفعله المؤرخون المتخصصون في التاريخ الفكري، ولكن ذلك على سبيل المثال لا الحصر. وهؤلاء المؤرخون، بوجه عام، يسعون لوضع المفاهيم والنصوص المتعلقة بالماضي في سياقات متعددة.
ومن الأهمية بمكان إدراك أن التاريخ الفكري لا يقتصر على تاريخ المفكرين. فهو يتناول الأفكار كما تعبر عنها النصوص، ومن ثم فهو يختلف عن الصور الأخرى من التاريخ الثقافي التي تتعامل أيضًا مع الأدلة المرئية وغيرها من صور الأدلة غير اللفظية. فأي أثر مكتوب يعود إلى الماضي يمكن أن يكون موضوعًا للتاريخ الفكري. ويُعَد مفهوم المفكر حديثًا نسبيًا، وهو يشير إلى شخص ما معني من الناحية المهنية بالأفكار. على الجانب الآخر، فإن أي شخص خطَّ بقلمه في ورقة لاستكشاف أفكاره يمكن أن يكون موضوعًا للتاريخ الفكري. ومن الأمثلة الشهيرة للتاريخ الفكري لمفكر غير تقليدي دراسة كارلو غينسبورغ للطحان الإيطالي، مينوتشيو، الذي عاش في القرن السادس عشر، في عمله الفذ الجبن والديدان (The Cheese and the Worms).
على الرغم من أن التاريخ الفكري قد تطور من فرعي المعرفة الأوروبية Kulturgeschichte (التاريخ الثقافي) وGeistesgeschichte (التاريخ الروحاني)، فإن الدراسة التاريخية للأفكار لم ترتبط بالتقاليد الفكرية الغربية فحسب، وإنما بالتقاليد الأخرى كذلك، والتي تشمل على سبيل المثال لا الحصر، تقاليد الشرق الأقصى، والشرق الأدنى وأفريقيا. ويدعو المؤرخون على نحو متزايد لتاريخ فكري عالمي يظهر المتماثلات والعلاقات المتبادلة في التاريخ الفكري لجميع المجتمعات البشرية. من التوجهات المهمة الأخرى تاريخ الكتب والقراءة الذي جذب الانتباه للجوانب المادية المتعلقة بكيفية تصميم الكتب وإنتاجها وتوزيعها وقراءتها.

## التأريخ الفكري
التاريخ الفكري، كفرع معرفي مستقل، يمثل ظاهرة حديثة نسبيًا. لكن كانت له صور سابقة في تاريخ الفلسفة، وتاريخ الأفكار، والتاريخ الثقافي، فقد مورس منذ بوركهارت أو منذ فولتير بالطبع. وتاريخ العقل البشري، مثلما كان يُطلَق عليه في القرن الثامن عشر، كان محل اهتمام عظيم من الباحثين والفلاسفة، ويمكن تتبع جهودهم وصولاً إلى دعوة فرانسيس بيكون لما أسماه التاريخ الأدبي في كتابه تقدم التعلم (The Advancement of Learning). بيد أن التاريخ الفكري كما نفهمه الآن لم يظهر سوى في فترة ما بعد الحرب مباشرة، وذلك في صورته السابقة «تاريخ الأفكار» بزعامة آرثر لافجوي مؤسس دورية تاريخ الأفكار (Journal of the History of Ideas). منذ ذلك الحين، تعرض ما وضعه لافجوي من «وحدات الأفكار» للتكذيب والاستبدال بأنشطة فكرية أكثر دقةً في اختلافها وتأثرًا من الناحية التاريخية، وينعكس هذا التحول في استبدال مصطلح تاريخ الأفكار بمصطلح التاريخ الفكري.
في المملكة المتحدة، انصب التركيز بشكل خاص على تاريخ الفكر السياسي منذ نهاية الستينيات، وارتبط خاصةً بكلية التاريخ في جامعة كامبريدج، حيث كان يدرس حتى وقت قريب باحثون من أمثال جون دون وكونتين سكينر الفكر السياسي الأوروبي في سياقه التاريخي، مما يؤكد على ظهور مفاهيم مثل الدولة والحرية، وتطور هذه المفاهيم. ولقد اشتهر سكينر بوجه خاص لمقالاته المنهجية المثيرة، التي قرأها ولا يزال يقرأها العديد من الفلاسفة والممارسين في الفروع المعرفية الإنسانية الأخرى، والتي ساهمت بشكل كبير في بروز ممارسة التاريخ الفكري. وقد اكتسبت كذلك جامعة ساسكس بالمملكة المتحدة شهرة في هذا المجال الدراسي، وكان لتأكيدها على الدراسة الشاملة متعددة التخصصات فائدة خاصة فيما يتعلق بالتعليم والأبحاث.
أما في الولايات المتحدة، فيتسع نطاق التاريخ الفكري ليشمل العديد من صور النتاج الفكري، وليس فقط تاريخ الأفكار السياسية، وهو يشمل مجالات مثل تاريخ الفكر التاريخي المرتبط بوجه خاص بأنتوني جرافتون الأستاذ في جامعة برنستون وجون جريفل أجراد بوكوك الأستاذ في جامعة جونز هوبكينز. كما تُعَد درجة الدكتوراه في التاريخ والثقافة، التي وضِعت في عام 2010، في جامعة درو أحد برامج الدراسات العليا القليلة في الولايات المتحدة التي تتخصص حاليًا في التاريخ الفكري في كلٍ من سياقه الأمريكي والأوروبي على حدٍ سواء. ورغم أهمية المؤرخين الفكريين المعاصرين السابقين (الذين تناولت دراساتهم التاريخ من النهضة حتى التنوير)، فقد كان التاريخ الفكري للفترة المعاصرة نقطة ارتكاز الأعمال الإبداعية الغزيرة التي ظهرت على كلا جانبي المحيط الأطلنطي. ومن أبرز الأمثلة على تلك الأعمال النادي الميتافيزيقي الذي أسسه لويس ميناند والتخيل الجدلي لمارتين جاي.
ويمكن العثور على صور مماثلة من التاريخ الفكري في أوروبا القارية، ومن الأمثلة على ذلك تاريخ المفاهيم الذي وضعه راينهارت كوزيليك، ويُسمَى بالألمانية Begriffsgeschichte، وإن كانت هناك اختلافات منهجية بين عمل كوزيليك وتابعيه من جانب، وعمل المؤرخين الفكريين الأنجلو أمريكيين من جانب آخر.

## شخصيات بارزة
- بيري آندرسون
- جاك بارزون
- دفيد بيتس
- آيزيا برلين
- إرنست كاسيرر
- نعوم تشومسكي
- روبين جورج كولينجوود
- ميرل كورتي
- روبرت دارنتون
- جون دون
- نوربرت إلياس
- لوسين فيبر
- ميشيل فوكو
- بيتر جاي
- رايموند جيوس
- كارلو غينسبورغ
- بول جوتفريد
- أنتوني جرافتون
- روجر جريفن
- ريتشارد هوفستادتر
- هنري ستيورت هيو
- راسيل جاكوبي
- مارتن جاي
- توني جود
- آلان تشارلز كورس
- دومينيك لاكابرا
- آرثر لافجوي
- ويلفريد إم ماكلاي
- لويس ميناند
- إريك ميلر
- بيري ميلر
- جون جريفل أجراد بوكوك
- إدوارد سعيد
- كارل شورسكي
- كونتين سكينر
- فريتس ستيرن
- بيتر واطسون
- هيدن وايت
- ستانلي ولبيرت